# Твала, Лукас
Лу́кас Тва́ла (зулу Lucas Thwala; 19 октября 1981, Нелспрейт, ЮАР) — южноафриканский футболист, защитник клуба. Выступал за сборную ЮАР.
Выступал за южноафриканские клубы «Орландо Пайретс», «Платинум Старс» и «Суперспорт Юнайтед». 
С 2005 года играл в сборной ЮАР. Участник Чемпионата мира в ЮАР. Всего за сборную сыграл 20 матчей и забил один гол. 
После окончания игровой карьеры из-за травмы лодыжки, стал работать инструктором по аэробике в Мбомбеле. 